# 五代十國公爵列表
五代十国公爵一般分为国公、开国郡公和开国县公三种，另有册封孔子后裔的文宣公，不列入国公、郡公、县公序列，均沿置于唐朝。五代十国时爵号一般根据受封者的郡望或者任职之地来确定。因为五代十国各政权疆域较为狭小、人口较少，所以对食邑户数不加限制，而对实封户数控制较严。
下表列出五代十国可考的公爵。關於五代十国的其他各类爵位，見五代十国藩王列表、五代十國侯爵列表、五代十国伯爵列表、五代十国子爵列表、五代十国男爵列表。

## 国公
后梁
- 韩建，许国公
- 李嵸，莱国公，开平二年封，二王三恪

后唐
- 张承业，燕国公，天祐十二年封
- 赵光逢，齐国公，天成二年封
- 李从曮，岐国公，长兴元年封
- 符习，卫国公，长兴元年封
- 安重诲，沂国公，长兴二年封
- 冯赟，邠国公，应顺元年封
- 李从曮，秦国公，清泰元年封
- 范延光，齐国公，清泰元年封
- 赵延寿，鲁国公，清泰元年封
- 石敬瑭，赵国公，清泰三年封
- 霍彦威，晋国公，追赠
- 夏鲁奇，齐国公，追赠
- 孙岳，齐国公，长兴四年追赠
- 杨仁矩，酅国公，二王三恪
- 杨延绍，酅国公，二王三恪，长兴三年封
- 宇文颉，介国公，二王三恪

后晋
- 桑维翰，魏国公
- 杜重威，卫国公
- 符彦卿，岐国公
- 范延光，秦国公，天福二年封
- 赵在礼，卫国公，天福四年封
- 刘昫，谯国公，天福四年封
- 冯道，鲁国公，天福四年封
- 冯道，秦国公
- 冯道，梁国公
- 冯道，燕国公
- 康福，许国公，天福六年封
- 安彦威，邠国公，天福七年封
- 李从敏，莒国公
- 李从温，赵国公
- 李从温，楚国公，天福八年封
- 杜建徽，郧国公，天福八年封
- 赵在礼，楚国公，天福八年封
- 赵在礼，秦国公，开运三年封
- 皇甫遇，邠国公，开运三年封
- 马铧，楚国公
- 马希振，齐国公，天福七年追赠
- 李存信，赵国公，追赠
- 李从益，郇国公，二王三恪，天福四年封
- 杨延寿，酅国公，二王三恪
- 宇文颉，介国公，二王三恪

后汉
- 和凝，鲁国公
- 杜重威，卫国公
- 杜重威，楚国公，天福十二年封
- 符彦卿，岐国公，天福十二年封
- 符彦卿，魏国公，乾祐元年封
- 李从敏，莒国公
- 李从敏，秦国公，乾祐元年封
- 李守贞，鲁国公，乾祐元年封
- 安审琦，虢国公
- 安审琦，齐国公，乾祐元年封
- 冯道，齐国公，乾祐元年封
- 郭勋，虢国公，乾祐二年封
- 侯益，鲁国公，乾祐二年封
- 折从阮，岐国公，乾祐二年封

后周
- 冯道，齐国公
- 和凝，鲁国公
- 李从敏，秦国公
- 安审晖，鲁国公
- 王守恩，莒国公，广顺元年封
- 史懿，邠国公，广顺元年封
- 侯益，楚国公，广顺元年封
- 白文珂，韩国公，广顺三年封
- 白文珂，晋国公，显德元年封
- 王守恩，许国公，显德元年封
- 孙方谏，萧国公，显德元年封
- 折从阮，郑国公，显德元年封
- 窦贞固，汧国公，显德元年封
- 苏禹珪，莒国公，显德元年封
- 侯章，申国公，显德元年封
- 常思，莱国公，显德元年封
- 王晏，滕国公，显德元年封
- 王景，褒国公，显德元年封
- 武行德，谯国公，显德元年封
- 武行德，邢国公
- 杨承信，杞国公，显德元年封
- 杨承信，韩国公
- 赵晖，韩国公，显德元年封
- 赵晖，秦国公，显德元年封
- 柴宗让，燕国公，显德六年封
- 李涛，莒国公，显德六年封
- 范质，萧国公，显德六年封
- 李谷，赵国公，显德六年封
- 王景，凉国公，显德六年封
- 杨承信，鲁国公，显德六年封
- 薛怀让，杞国公，显德六年封
- 武行德，宋国公，显德六年封
- 吴廷祚，庆国公，显德六年封
- 张昭远，舒国公，显德六年封
- 袁象先，楚国公，追赠
- 郑仁诲，韩国公，追赠
- 王饶，巢国公，显德四年追赠

前蜀
- 杜光庭，蔡国公
- 徐延琼，赵国公
- 张格，赵国公
- 王谐，晋国公
- 王宗佶，晋国公
- 王承休，鲁国公

杨吴
- 徐温，齐国公，天祐十二年封

南唐
- 李从善，纪国公
- 李从镒，舒国公、江国公、蒋国公
- 李从谦，鄂国公
- 宋齐丘，卫国公、楚国公
- 孙晟，鲁国公，追赠
- 陳誨，闽国公，追赠
- 何敬洙，芮国公，建隆三年封
- 留从效，鄂国公

吴越
- 钱元玑，宁国公
- 钱传瑛，云国公
- 钱传璟，霅国公
- 杜建徽，郧国公

闽
- 张睦，梁国公

## 开国郡公
后梁
- 罗周翰，长沙郡开国公
- 康怀英，太原郡开国公

后唐
- 郭崇韬，赵郡开国公
- 冯道，始平郡开国公
- 孟知祥，清河郡开国公
- 李从珂，陇西郡开国公
- 马希聲，扶风郡开国公
- 朱弘昭，沛郡开国公
- 李愚，赵郡开国公
- 华温琪，平原郡开国公
- 张廷蕴，清河郡开国公
- 李从璋，陇西郡开国公，清泰三年封

后晋
- 张希崇，清河郡开国公
- 相里金，西河郡开国公
- 马继荣，扶风郡开国公，于阗人，天福三年封
- 田武，雁门郡开国公，开运二年封

后汉
- 刘赟，湘阴公，乾祐三年封

后周
- 刘赟，湘阴公
- 刘言，彭城郡开国公，广顺三年封

杨吴
- 杨濛，庐江郡公
- 杨溥，丹阳郡公
- 楊潯，新安郡公
- 杨澈，鄱阳郡公
- 楊玢，庐陵郡公
- 楊珙，南昌郡公
- 徐知诰，宣城公
- 張訓，赠清河郡公

南唐
- 宋齐丘，青阳公卫国公
- 张居咏，清河郡开国公
- 杨琏，弘农郡公
- 杨濛，历阳郡公
- 杨玢，南阳郡公
- 杨璘，江夏郡公
- 杨璆，宜春郡公
- 杨珙，建安郡公
- 杨璪，宜春郡公
- 徐辽，汝南郡公、临汝郡公
- 徐游，文安郡公
- 徐景迈，晋陵郡公
- 徐景逊，上饶郡公
- 徐景邈，桂阳郡公
- 徐景逸，平阳郡公
- 徐景达，寿阳郡公
- 李弘冀，东平郡公
- 李从嘉，安定郡公
- 李从度，昭平郡公
- 李从信，文阳郡公
- 李仲寓，清源郡公
- 李仲宣，宣城郡公

后蜀
- 孙汉韶，乐安郡开国公

北汉
- 李恽，陇西郡开国公

## 开国县公
后唐
- 李赞华，陇西县开国公[2]

后蜀
- 孙汉韶，乐安县开国公[3]

## 开国公（封邑不详）
后梁
- 袁象先
- 敬翔
- 牛存节

前蜀
- 晉暉

后唐
- 李嗣源
- 王都
- 石敬瑭

后晋
- 桑维翰
- 杨思权
- 李承约
- 相里金
- 康福
- 卢质
- 苌从简

后汉
- 窦贞固
- 苏逢吉
- 苏禹珪

后周
- 魏仁浦
- 王仁镐
- 张永德
- 李万全
- 王溥

## 公（名号）
- 张鲁，扶义公，永平二年（912年）封
- 诸葛亮，安国公，永平二年（912年）封[4]
- 王衍，顺正公，后唐天成三年（928年）追封
- 孔邈，文宣公，后唐天成四年（929年）卒[5]
- 孔仁玉，文宣公，后唐长兴三年（932年）袭封[6]